# Чахотин, Сергей Степанович
Серге́й Степа́нович Чахо́тин (13 сентября 1883, Константинополь — 24 декабря 1973, Москва) — русский учёный-биолог и общественный деятель. Один из первых аналитиков современных форм пропаганды и один из ведущих теоретиков психологии масс XX века. Один из основателей группы «Смена вех». Автор манифеста «В Каноссу» (1921). В эмиграции был близок к социал-демократическим кругам, выступил соавтором антифашистского символа «Три стрелы», был знаком с Альбертом Эйнштейном. Эсперантист.

## Биография
Родился в Стамбуле в семье российского консула Степана Ивановича Чахотина. В десятилетнем возрасте вместе с родителями переезжает в Одессу. После окончания гимназии с золотой медалью поступает на биологический факультет Московского университета.
В 1902 году за участие в студенческой забастовке был исключён из университета и выслан за границу. Женился в 1906 году, во время медового месяца на Корсике был вместе с женой похищен бандитами. Выкупом послужили деньги, полученные от продажи на парижских аукционах написанных им картин. В 1907 году был удостоен степени доктора Гейдельбергского университета за работу «Die Statocyste der Heteropoden», посвящённую исследованию органов равновесия у киленогих моллюсков. В декабре 1908 года его пригласили возглавить кафедру экспериментальной фармакологии в университете города Мессина. Во время Мессинского землетрясения был заживо погребён под развалинами дома, из-под которых выбрался только через 12 часов. В 1912 году возвращается в Россию, работает ассистентом в лаборатории академика Павлова.

### После Октябрьской революции
В 1917 году, после Октябрьской революции, уехал на Дон в Добровольческую армию, где руководил ОСВАГ. Осенью 1919 года эмигрировал из России. С 1922 по 1924 год жил в Берлине, работал одним из редакторов просоветской газеты «Накануне», получил советское гражданство. С 1924 по 1926 год — сотрудник советского торгпредства в Берлине.

Символ «Железного фронта»

В 1927 году из-за болезни переехал в Геную, где занимался проблемами онкологии. В 1930 году по предложению Альберта Эйнштейна ему присуждается премия «Исследовательской корпорации» (Research Corporation). В 1930—1933 годах занимался научными исследованиями в Гейдельберге. В это же время он организовывал демонстрации против партии нацистов. В 1932 году вместе с социал-демократом Карло Мирендорфом Чахотин создаёт «Три стрелы», ставшие символом антинацистского «Железного фронта» (нем. Die Eiserne Front). В апреле 1933 года его увольняют из Института кайзера Вильгельма, и он уезжает в Данию, а в 1934 году переезжает в Париж, где работает в Профилактическом институте, в исследовательской лаборатории госпиталя «Леопольд Беллан», в Институте физико-химической биологии. За научные успехи удостоен премий Французской академии наук (1936) и Парижской медицинской академии (1938). Сотрудничал с радикальным крылом французской социалистической партии (SFIO) и накануне немецкой оккупации Парижа опубликовал Le Viol des foules par la propaganda politique (Gallimard, 1939). В 1941 году был заключён в лагерь Руалье в Компьене, где провёл семь месяцев.

### После Второй мировой воины
В 1955 году переезжает в Италию — сначала в Геную, затем в Рим.
В 1958 году возвращается на родину. Работает в Институте цитологии АН СССР в Ленинграде. В 1960 переводится в Москву, в Институт биофизики АН СССР, где проработает до 1967 года. В поездках на международные конференции ему отказывают. В 1967 году в порядке перевода зачисляется в Институт биологии развития АН СССР на должность старшего научного сотрудника. С 1970 года и вплоть до самой смерти занимает должность научного консультанта.

## Труды
- Über die bioelektrischen Ströme bei Wirbellosen und deren Vergleich mit analogen Erscheinungen bei Wirbeltieren. Vergleichend-physiologische Studie // European Journal of Physiology. Volume 120, Numbers 10-12 / December 1907.
- Sergei Tschachotin: Die Statocyste der Heteropoden. Heidelberg, Univ., Diss., 1908 (Zeitschrift f. wissenschaftl. Zoologie ; Bd. 90 ; S. 343—422).
- Sergej Tchakhotine: Sotto le macerie di Messina. Racconto di un sopravvissuto al terremoto di Messina. Под развалинами Мессины. Рассказ заживо погребенного в землетрясении 1908 года (на итальянском и русском языках) Messina: Intilla editore, 2008.
- Wirkung lokaler Bestrahlung des Kerns yon Infusorien mittels ultraviolettem Mikrostrahlstich. S. Tschachotin, Biol. Zentralbl., 32, 623 (1912).
- Сергей Чахотин: Организация; Чахотин, С. С., проф.; Принципы и методы в производстве, торговле, администрации и политике. С 100 рис. и табл. Берлин: Опыт, 1923.
- Сергей Чахотин: Европейская литература по НОТ; Чахотин, С. С., проф. Москва: НКРКИ, 1924.
- Sergei Tschachotin: Rationelle Organisation von biologischen Instituten. — Rationelle Technik der geistigen Arbeit des Forschers. — Berlin, Wien: Urban & Schwarzenberg 1930. S. 1598—1702. (Allgemeine u. vergleichende Physiologie.) (Handbuch d. biol. Arbeitsmethoden. Abt. 5. T. 2,14 = Lfg 318.)
- Carlo Mierendorff und Sergej Tschachotin: Grundlagen und Formen politischer Propaganda. Magdeburg: Bundesvorstand des Reichsbanners Schwarz-Rot-Gold, 1932.
- (Статья в:) Neue Blätter für den Sozialismus. Zeitschrift für geistige und politische Gestaltung. 3. Jahr, 3. Heft. (August Rathmann, Schriftleiter). Potsdam, Protte, 1932.
- Sergei Tschachotin: Dreipfeil gegen Hakenkreuz. Verlag Aktiver Sozialismus, Kopenhagen 1933.
- Sergei Tschachotin: Trepil mod Hagekors. København : Frem-Forl., 1933.
- Sergej S. Cachotin: Organisation rationelle de la recherche scientifique. Paris : Hermann. 1938.
- Serge Tchakhotine: Le Viol des Foules par la Propaganda politique. Paris: Nrf, Gallimard 1939. Второе издание вышло в 1952 г.)
- Serge Chakotin: The rape of the masses : the psychology of totalitarian political propaganda [Transl. E. W. Dickes]. London : George Routledge. 1940 & New York: Alliance Book Corporation, 1940.
- Serghej Ciacotin: Tecnica della propaganda politica. Milano : Sugar, 1964.
- Serge Tchakhotine: A mistificação das massas pela propaganda política. Tradução de Miguel Arraes. Rio de Janeiro: Civilização Brasileira, 1967.
- S. Tchakhotine. La morale du point de vue biologique et la notion de culpabilite. — Psyche, Revue internationale des sciences de l’homme et de psychanalyse. — Paris, 1948.